# Mischocyttarus acunai
Mischocyttarus acunai är en getingart som beskrevs av Alayo 1972. Mischocyttarus acunai ingår i släktet Mischocyttarus och familjen getingar. Inga underarter finns listade i Catalogue of Life.